# Desastre de Kaprun
El desastre de Kaprun se produjo el sábado 11 de noviembre de 2000, en el cual un funicular de Kaprun, en los Alpes austríacos, se incendió en un túnel, matando a 155 personas y dejando solamente 12 supervivientes. Esta es la peor tragedia en la historia de Austria.

## El funicular
El Gletscherbahn Kaprun 2 era el funicular que cubría el trayecto desde el municipio de Kaprun al glaciar Kitzsteinhorn. Fue inaugurado en 1974 y era el orgullo de las estaciones de esquí en Austria. En 1993 fue modernizado, dando a los trenes un aspecto futurista y elegante. Este ferrocarril tenía una inusual trocha de 946 mm y una longitud de 3900 m, de los cuales 3300 atravesaban la montaña por un túnel. El tren ascendía y descendía por el túnel a 25 km/h a un ángulo de 30 grados. El tren consistía de dos vagones compartiendo una misma vía, con una sección en la mitad del túnel que les permitía esquivarse simultáneamente. Uno de ellos llevaba pasajeros a la cima, mientras que su gemelo descendía al mismo tiempo. El túnel terminaba en el centro de recepción principal, donde un sistema de polea motorizado movía los vagones. El viaje duraba 9 minutos.
Los trenes carecían de motores, tanques de combustible y conductores, y sólo poseían sistemas eléctricos de bajo voltaje, tanques hidráulicos de 160 litros (utilizados para el sistema de frenado) y un asistente que operaba las puertas hidráulicas. Cada tren tenía cuatro compartimientos de pasajeros y una cabina en las partes delantera y trasera para el operario, que cambiaba de un lado a otro dependiendo del sentido del trayecto. Su capacidad máxima era de 180 pasajeros.
Los vagones tenían sus extintores fuera del alcance de los pasajeros y carecían de detectores de humo. Los pasajeros no tenían forma de comunicarse con el operario. El profesor Joseph Nejez, un experto en funiculares, afirmó que los diseñadores tenían la percepción de que un incendio no podría tener lugar, ya que simplemente nunca había ocurrido antes en un funicular. El ferrocarril cumplía con los requisitos de seguridad de área. Sin embargo, estos no tomaban en cuenta los sistemas instalados en el tren durante su modernización en 1993. Los sistemas eléctricos a bordo, los frenos hidráulicos y los calefactores diseñados para uso hogareño aumentaron enormemente la probabilidad de incendio.[cita requerida]

## El incendio
El 11 de noviembre de 2000, 161 pasajeros y el operador abordaron el tren funicular para viajar a las pistas de esquí. Poco después de las 09:00 a. m., mientras el tren ascendía por el túnel, el calefactor eléctrico en la cabina vacía en el extremo inferior del tren se incendió, debido a un fallo de diseño que causó que el aparato se recalentara. El fuego fundió las tuberías de caucho que llevaban fluido hidráulico desde el sistema de frenado hacia los medidores del panel de control, lo que se tradujo en la pérdida de presión del fluido que causó una parada de emergencia unos 600 m en el túnel (esta era una característica de seguridad estándar). Varios minutos después el asistente, que estaba en la cabina en el extremo superior del tren, se dio cuenta de que un incendio había estallado, informó al centro de control y trató de abrir las puertas accionadas hidráulicamente, pero la pérdida de presión del sistema le impidió operarlas. El operador perdió contacto con el centro de control debido a que el fuego quemó un cable de alimentación de 16 kV adosado a las vías, provocando un apagón total a lo largo de toda la estación de esquí.
Los pasajeros, ya conscientes del fuego y sin poder salir a través de las puertas, intentaron romper las ventanas para escapar, sin embargo éstas estaban fabricadas con vidrio de acrílico lo cual dificultó en gran medida que pudieran romperse. Finalmente doce personas ubicadas en la parte trasera del tren lograron escapar del vehículo y sobrevivieron gracias a las indicaciones de otro pasajero que había sido bombero durante 20 años, quien les convenció de que debían escapar dirigiéndose hacia abajo, sorteando el fuego y el humo, de lo contrario el calor y humo tóxico provenientes del incendio los asfixiarían más arriba.
Ese mismo humo tóxico fue el responsable de que varios de los ocupantes que aún permanecían atrapados en el vehículo quedaran inconscientes y no pudieran escapar de su interior pese a que el conductor, en el último momento, lograse desbloquear las puertas. En ese instante, los pasajeros que aún permanecían conscientes forzaron las puertas manualmente y evacuaron el vehículo. Sin embargo todos ellos instintivamente huyeron hacia arriba del túnel sin saber del peligro que corrían ya que en un escenario de ese tipo el conducto se comporta como una chimenea gigante, succionando aire cargado de oxígeno desde la parte inferior y enviando hacia arriba el humo, el calor y el fuego. Por ello todos los pasajeros que subieron a pie, así como el conductor del tren, murieron asfixiados por el humo y posteriormente sus cuerpos fueron carbonizados. El conductor y el único pasajero del tren gemelo, que descendía de la montaña, también murieron por asfixia al quedar atrapados dentro del túnel.
Mientras tanto el humo seguía ascendiendo a través del túnel, llegando al Centro de los Alpes. Dos trabajadores que huían, alertaron tanto a los empleados como a los clientes con los que se cruzaron y escaparon por una salida de emergencia. Pero tras la huida erróneamente dejaron las puertas abiertas a su paso, un factor que aumentó el efecto de chimenea dentro del túnel, al permitir que el aire escapase hacia arriba más rápidamente e intensificando aún más el incendio. Mientras tanto, la recepción de la estación también se llenó rápidamente de humo tóxico y aunque la mayoría de personas lograron escapar, cuatro quedaron inconscientes. De esas cuatro personas los bomberos tan solo lograron salvar a una, mientras que las otras tres se asfixiaron.
Finalmente los únicos doce supervivientes del desastre fueron los pasajeros que viajaron hacia abajo del fuego en la parte trasera del tren, escapando de los gases tóxicos y el humo que fluían con gran rapidez hacia arriba.
Casi un año después del incendio, la investigación oficial determinó que el origen había sido uno de los calefactores eléctricos de aire instalados en los compartimentos del conductor, que fueron diseñados para utilizarse en hogares, y no en un vehículo en movimiento. La ignición se produjo cuando un fallo en el diseño causó un recalentamiento, haciendo que el filamento entrase en contacto con la carcasa de plástico y se incendiase. Una fuga lenta de fluido hidráulico (que además resultó ser inflamable) alimentó las llamas, al encontrarse las líneas del sistema de frenado a sólo centímetros del calefactor. Esto ocasionó la pérdida de presión que hizo detener súbitamente al tren 600 m dentro del túnel, e inutilizó las puertas.
El Gletscherbahn Kaprun 2 nunca fue abierto nuevamente; ambos trenes fueron desguazados en 2006. Tras una década y media de abandono, el viaducto fue desmantelado en 2014.
Una de las víctimas más destacadas del desastre fue la campeona mundial de esquí acrobático, de 19 años, Sandra Schmitt, quien murió junto con sus padres. Josef Schaupper, siete veces medallista sordolímpico, también murió en el fatal accidente junto con sus compañeros esquiadores sordos.
| Nacionalidad    | Víctimas |
| --------------- | -------- |
| Austria         | 92       |
| Alemania        | 37       |
| Japón           | 10       |
| Estados Unidos  | 8        |
| Eslovenia       | 4        |
| Países Bajos    | 2        |
| Reino Unido     | 1        |
| República Checa | 1        |
| Total           | 155      |